# ミート・アンド・ボーン
『ミート・アンド・ボーン』（英: Meat + Bone）は、アメリカのロックバンド、ジョン・スペンサー・ブルース・エクスプロージョンが2012年に発表したアルバム。

## 収録曲
1. ブラック・モールド - "Black Mold"
2. バッグ・オブ・ボーンズ - "Bag of Bones"
3. ブート・カット - "Boot Cut"
4. ゲット・ユア・パンツ・オフ - "Get Your Pants Off"
5. アイスクリーム・キラー - "Ice Cream Killer"
6. ストレンジ・ベイビー - "Strange Baby"
7. ボトル・ベイビー - "Bottle Baby"
8. デンジャー - "Danger"
9. ブラック・ソウツ - "Black Thoughts"
10. アンクリア - "Unclear"
11. ベア・トラップ - "Bear Trap"
12. ジンガー - "Zimgar"

### 日本盤ボーナストラック
1. テル・ミー・ザット・ユー・ラヴ・ミー - "Tell Me That You Love Me"
2. ガズークス - "Gadzooks"